# Pteropus aruensis
Pteropus aruensis es una especie de murciélago de la familia Pteropodidae.

## Distribución geográfica
Se encuentran en las Islas Aru.